# 赛耶·泽博
赛耶·泽博（英語：Saye Zerbo，1932年8月27日－2013年9月19日）曾經擔任上伏塔共和國總統，期間從1980年11月25日到1982年11月7日為止。他在1980年時成功藉由政變而上任，但是之後遭到工會、让-巴蒂斯特·韦德拉奥果支持者以及其他反對勢力所推翻。

## 外部連結
- Le faso article about Zerbo （页面存档备份，存于） （法文）
- global security.org （页面存档备份，存于）